# Ras
Las proteínas Ras junto con el gen que lleva el mismo nombre, son un conjunto de interruptores-reguladores moleculares muy importantes en una gran variedad de rutas de transmisión de señales celulares que controlan diferentes fenómenos: integridad del citoesqueleto; proliferación, diferenciación, adhesión y migración celular y la apoptosis. Tanto el gen como las proteínas RAS relacionadas, a menudo están alterados en los tumores malignos, provocando un aumento en la capacidad de invasión y metástasis, y una disminución de la apoptosis

## Características
La proteína RAS es una proteína G monomérica, una pequeña GTPasa, con actividad reguladora GTP-hidrolasa, que alterna dos conformaciones estructurales:
1. Una forma activada, donde la proteína RAS está unida al guanosín trifosfato (GTP), llamada RAS-GTP.
2. Otra forma inactivada, donde la proteína RAS está unida al guanosín difosfato (GDP), llamada RAS-GDP.

## Regulación
La proteína RAS se activa por diferentes factores de intercambio de nucleótidos de guanina, (GEF, del inglés Guanine-nucleotide Exchange Factor, como CDC25, SOS1 y SOS2, SDC25 en levaduras y en mamíferos se conocen cuatro subfamilias de factores de intercambio para Ras: SOS, Ras-GRF, Ras-GRP y CN-RasGEF), las cuales son activadas también por señales mitógenas y de forma directa por la misma proteína RAS por retroalimentación o feedback.
La proteína RAS se desactiva por proteínas activadoras de GTPasas (GAP, del inglés GTPase Activating Protein), las cuales aumentan la capacidad de hidrolizar al GTP, por lo que la proteína RAS retorna a su forma inactiva unida al GDP (RAS-GDP), liberándose simultáneamente fosfato (Pi).

## Función
La proteína RAS está unida a la membrana celular por prenilación, y con respecto a la salud humana es un componente clave en muchas rutas en las que la unión de los factores de crecimiento, con sus receptores celulares provocan diferentes vías de transducción de señales como efectos mitogénicos que afectan a la proliferación y diferenciación celular.
La proteína RAS activa numerosas rutas de transducción de señales, pero es especialmente importante la de las proteínas kinasas activadas por mitógenos (MAPK) Mitogen-Activated Protein Kinases), las cuales también a través de la transducción de señales activan a otras proteincinasas y genes reguladores de proteínas.

## Ras en el cáncer
Las mutaciones en la familia de los protooncogenes RAS, que comprende H-RAS, N-RAS y K-RAS, son muy frecuentes, encontrándose entre el 20 y el 30 % de todos los cánceres humanos. Por ejemplo K-ras está mutado produciendo una sobreactivación en el 90% de los cánceres de páncreas, lo cual nos puede mostrar claramente la gran importancia de la familia Ras en el cáncer. Se piensa desempeña funciones de proliferación y supervivencia celular.
La activación inapropiada del gen ras ha demostrado ser una importante vía de la señal de transducción celular para la proliferación y transformación maligna de los tumores. Las mutaciones del gen ras pueden producir este efecto activador. Los oncogenes como el p210BCR-ABL o del receptor celular erb-B del factor de crecimiento, afectan a la vía de transducción de RAS corriente arriba (upstream), pues activan constitutivamente la traducción de RAS. El gen supresor tumoral NF-1 codifica una RAS-GAP (proteína activadora de GTPasa). Esta mutación en neurofibromatosis podría significar que RAS tiene menor tendencia a ser inactivado. El gen RAS también puede ser amplificado, sin embargo esto solo ocurre ocasionalmente en determinados tumores. Finalmente, los oncogenes RAS pueden ser activados por mutaciones puntuales como las de la reacción GTPasa que no puede continuar la estimulación de GAP, por lo que aumenta la vida media de la proteína RAS-GTP mutada activada.
Debido a que las proteínas RAS son muy importantes en muchas rutas celulares y que afecta a muchos tumores malignos, es muy necesario el descubrimiento de nuevas drogas que puedan regular el sistema RAS o que elimine las células que no controlen las rutas del RAS. Una diana terapéutica ideal, será la que pudiera distinguir entre oncogenes y sus genes homólogos normales debido a que todas las células codifican el gen RAS y podrían verse afectdas por la droga, produciendo efectos secundarios. Sin embargo las diferencias entre moléculas RAS es muy pequeña, debido a que solo se distinguen por cambios de un solo aminoácido y esto provoca importantes problemas de selección. Se han investigado otras drogas como las que actúan sobre la prenilación de la proteína RAS como los inhibidores de la farnesiltransferasa.

## Proteínas RAS constitutivas
Las proteínas RAS constitutivas son proteínas que impiden la hidrólisis de GTP, lo que permite que las proteínas RAS permanezcan en estado activado (estado ON). Las mutaciones más frecuentes se encuentran en el residuo 12 y 61 de la proteína. El codón 12 del gen está codificado por GGC. La mutación que sustituye el aminoácido glicina (Codón GTC) por valina, produce una proteína RAS insensible a la inactivación por GAP, por lo que la proteína RAS permanece en estado ON. La proteína RAS requiere de GAP para ser inactivada y no puede inactivarse debido a que ha escondido el dominio G que contiene la subnidad alfa de las proteínas G heterotriméricas donde se une GAP.

## Descubrimiento de RAS
El primer oncogén aislado fue en un cáncer de vejiga humano, que fue idéntico al gen que presentan los tumores infectados por virus en roedores. El nombre de ras procede de rats sarcoma porque inicialmente se aisló de ratas que padecían sarcoma.